# Kolding
Kolding är en tätort och stad som utgör centralort i Koldings kommun i Region Syddanmark i södra Danmark. Staden ligger på Jyllands östkust där Koldingån mynnar ut i Koldingfjorden nära Lilla Bält.

## Historia
Koldings äldsta historia går förmodligen tillbaka till sena 1100-talet, då en bebyggelse har tagit form vid ett vadställe på nord-sydgående landsvägen. De äldsta spåren av Sankt Nicolai kyrka i Kolding har daterats till sekelskiftet 1200.
Under inbördeskriget mellan hertig Abel och Erik Plogpenning blev staden nedbränd 1247. Följande år uppförde Abel borgen Koldinghus utanför staden för att skydda Schleswig mot anfall norrifrån. År 1268 förstärktes borgen av Erik Klipping och användes som skydd mot anfall söderifrån.
År 1286 anlades ett franciskanerkloster som blev nedlagt 1529 i samband med reformationen. På platsen anlades slottets örtträdgård. I mitten av 1800-talet användes marken till stadens huvudgata Jernbanegade mellan stadens torg och järnvägsstationen.
Under Kristian III:s tid blev borgen utbyggd. Efter hans död var borgen drottning Dorotheas residens. 1500-talet och början av 1600-talet blev en tid av välstånd för Kolding tack vare exporten av stutar från Jylland och Fyn till Tyskland och Nederländerna.
Krigen under 1600-talet gjorde slut på Koldings välstånd. År 1625 gick Kristian IV med i Trettioåriga kriget, vilket för Danmarks del resulterade i att Jylland plundrades av tyska trupper. Vid de svenska anfallen 1643 och 1657 plundrades Kolding. Kriget gjorde också att pesten drabbade Kolding. När Fredrik III införde enväldet, fick Kolding särskilt svårt att resa sig eftersom Kolding fick betala skatt på all handel medan den nyanlagda grannstaden Fredericia slapp betala.
År 1550 hade Kolding omkring 1 600 invånare och folkräkningen 1801 visade ett invånartal på 1 672 invånare. Under slutet av 1700-talet hade exporten av stutar kommit igång igen men det fanns också en ökande efterfrågan på danskt korn som kunde exporteras. År 1843 fick Kolding en riktig hamn.
Den 23 april 1849 stod slaget vid Kolding under det schleswig-holsteinska kriget. De preussiska och schleswig-holsteinska trupperna vann och kunde besätta Jylland upp till Århus.
Söder om Kolding rinner Kongeån som var Danmarks sydgräns fram till 1793. Efter det dansk-tyska kriget 1864 blev ån riksgräns mot Schleswig, som först var Preussens och Österrike-Ungerns kondominat och senare del av Tyskland fram till 1920, då större delen av Slesvig åter blev danskt. År 1866 fick Kolding järnväg och stor betydelse fick järnvägsförbindelsen med exporthamnen i Esbjerg. I slutet av 1800-talet ökade invånarantalet kraftigt genom industrier som De Danske Mejeriers Maskinfabrik och S.W. Bruuns tobaksfabrik.
Byggandet av Lilla Bältbron 1929-35 gav arbete under 1930-talets depression och den nya bron var också till fördel för handlarna i Kolding. Efter andra världskriget etablerades industrier med anknytning till lantbruket, men också mopedtillverkaren Diesella.
Kolding blev uppmärksammat i media i november 2004, då en fyrverkerifabrik började brinna och orsakade en brandmans död.
Kolding är en universitetsstad och har designhögskola och frisörakademi.
Här finns också KIF Kolding, ett av Europas bästa handbollslag.

## Kommunikationer
Järnvägen mellan Fredericia och gränsen till Tyskland passerar Kolding. Vägarna E20 och E45 möts i Kolding.

## Sevärdheter
- Koldinghus, slott och museum

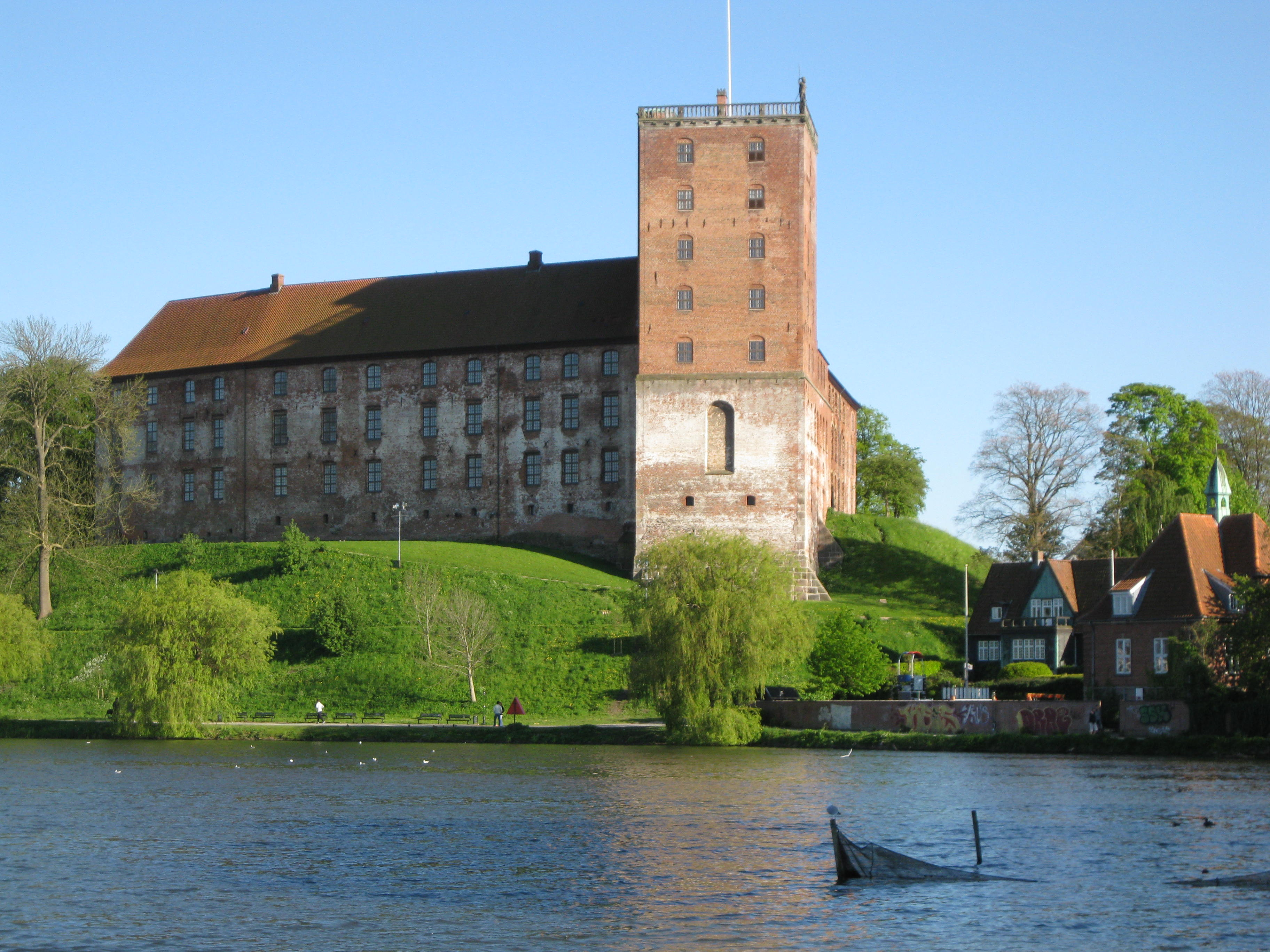
Koldinghus

- Geografisk Have, en 12 hektar stor botanisk trädgård
- Trapholt, museum för modern konst